# JRockit
 (janvier 2017).
Si vous disposez d'ouvrages ou d'articles de référence ou si vous connaissez des sites web de qualité traitant du thème abordé ici, merci de compléter l'article en donnant les références utiles à sa vérifiabilité et en les liant à la section « Notes et références ».
La JVM JRockit  est une JVM haute performance développée pour assurer la fiabilité, l'évolutivité, la gestion et la flexibilité des applications Java. 
La JVM JRockit offrait des performances améliorées pour les applications Java déployées sur des architectures Intel 32 bits (Xeon) et 64 bits (Xeon et SPARC) à des coûts nettement inférieurs pour l'entreprise. En outre, il s'agissait de la seule JVM de classe entreprise optimisée pour les architectures Intel, fournissant une interopérabilité transparente à travers plusieurs configurations de matériel et de système d'exploitation. La JVM JRockit permettait aux applications Java de s'exécuter de manière optimale sur les systèmes d'exploitation Windows et Linux (architectures 32 bits et 64 bits). La JVM JRockit était particulièrement adaptée à l'exécution d'Oracle WebLogic Server.
Java 6 étant la dernière version supportée par JRockit, cette JVM est maintenant dépassée.

## À propos de l'Oracle JRockit JDK
Le JRockit JVM est une composante du JDK de JRockit. En plus de JRockit JVM, le JDK contient Java Run-time Environment (JRE). Le JRE contient les bibliothèques de classes Java (spécifiées par la plate-forme Java, spécification API Standard Edition 6) et un ensemble d'outils de développement, comme un compilateur.

## Compatibilité entre JRockit JDK et HotSpot

### API Java
Toutes les API Java suivent l'instruction de compatibilité Java.

### Propriétés JRockit JVM API
- Les API officielles (JMAPI, beans JRockit JMX) ne peuvent pas être supprimées ou modifiées, sauf entre les versions principales de JDK. De nouvelles API peuvent être ajoutées à tout moment.
- Les API non officiellement supportées (jrockit.ext. *) Ne peuvent pas être supprimées dans les Service Packs.
- Les API internes (tous les jrockit. * À l'exception de jrockit.ext. *) Peuvent changer à tout moment.

### Options de ligne de commande
- Les options standard (par exemple, -server) respectent l'instruction de compatibilité Java[1].
- Les options Non-standard-X adhèrent à l'instruction de compatibilité Java[1].
- Les options non-standard -XX sont traitées comme suit :
  - Ils ne peuvent pas être supprimés sauf en association avec les mises à jour majeures du JDK.
  - Ils peuvent être désactivés ou leur mise en œuvre peut être modifiée à tout moment.
  - Les nouvelles options -XX peuvent être ajoutées à tout moment.